# Przemislaus II. (Teschen)
Przemislaus II. (auch Primislaus II., Przemislaw II.; * um 1420; † 1477) war von 1431 bis zu seinem Tod 1477 Herzog von Teschen und ab 1460 Herzog von Glogau. Er entstammte dem Teschener Zweig der Schlesischen Piasten.

## Leben
Primislaus Eltern waren der Teschener Herzog Boleslaus I. und Eufemia von Mazowien. 1460/68 vermählte er sich mit Anna († 1477/80), einer Tochter des Herzogs Boleslaw IV. von Masowien. Der Ehe entstammte die einzige Tochter Hedwig (1469–1521), die 1483 den ungarischen Magnaten István Zapolya († 1499) heiratete.
Nach dem Tod seines Vaters Boleslaus I. 1431 erbte Primislaus II. zusammen mit seinen Brüdern Wenzel I., Wladislaus und Boleslaus II. dessen Besitz. Da sie noch nicht volljährig waren, standen sie zunächst unter der Vormundschaft ihrer Mutter, die bis 1442 auch die Regentschaft über das Herzogtum ausübte. Nach der in diesem Jahr erfolgten Teilung erhielt Primislaus II. einen Teil des Herzogtums Teschen. Zusammen mit den Herzögen Wilhelm von Troppau, Nikolaus V. von Ratibor-Jägerndorf und Heinrich IX. von Glogau bekämpfte er 1443 das Räuberunwesen. Nach dem Tod seines Bruders Boleslaus II. 1452 übernahm Primislaus II. die Vormundschaft über dessen minderjährigen Sohn Kasimir II. Nach dem Aussterben der Hecht von Rossitz gelangte die mährische Herrschaft Rossitz an Primislaus II., die er 1464 an Hynko von Kukwitz verkaufte. 
Wie sein Bruder Wladislaus unterstützte auch Primislaus den böhmischen König Georg von Podiebrad. 1458 erhielt er von diesem pfandweise die mährische Herrschaft Eichhorn und residierte zeitweise auf der dortigen Burg. 1459 huldigte er Georg von Podiebrad, in dessen Auftrag er 1460 eine Zusammenkunft böhmischer und polnischer Bevollmächtigter in Beuthen vermittelte, die schließlich im Mai 1462 zu einem Treffen Georgs von Podiebrad mit dem polnischen König Kasimir IV. Jagiełło in Glogau führte. Anlässlich des Treffens wurde ein gegenseitiges Schutz- und Trutzbündnis vereinbart. Nach dem Tod seines Bruders Wladislaus 1460 erbte Primislaus dessen „königliche“ Hälfte von Glogau, die sein Großvater Primislaus I. 1384 erbrechtlich vom böhmischen König Wenzel erhalten hatte, die zunächst jedoch Wladislaus Witwe Barbara von Cilli als deren Leibgedinge zustand.
Während des ungarisch-böhmischen Krieges kämpfte Primislaus II. auf Seiten Georg von Podiebrads. Zusammen mit dem Troppauer Landeshauptmann Bernhard Birka von Nassiedel (Bírka z Násidle) eroberte er ganz Oberschlesien. Vermutlich deshalb besetzte Matthias Corvinus 1468/69 die Burg Eichhorn. Zudem übergab Corvinus widerrechtlich die „königliche“ Hälfte von Glogau dem Herzog Heinrich XI. von Glogau, der 1467 nach dem Tod seines Vaters die „herzogliche“ Hälfte von Glogau geerbt hatte. Trotzdem huldigte Primislaus II. 1469 Matthias Corvinus und war bei dessen Wahl zum böhmischen König in Olmütz anwesend. Da er nachfolgend gute Beziehungen zu Matthias Corvinus unterhielt, wurde das Herzogtum Teschen nur wenig in die kriegerischen Auseinandersetzungen hineingezogen. 
Zusammen mit den Herzögen Viktorin von Troppau und dessen Bruder Heinrich d. Ä. von Münsterberg sowie den Oppelner Brüdern Nikolaus II. und Johann II. gehörte Primislaus II. 1473 einer von König Matthias Corvinus gebildeten Koalition an, die den Rybniker Herzog Wenzel gefangen nahm, dessen Besitz an Viktorin von Troppau übergeben wurde. Zu einer Verschlechterung der Beziehungen zu Matthias Corvinus kam es, als dieser Primislaus II. verdächtigte, Kontakt zum rechtmäßigen König Vladislav II. aufgenommen zu haben.
Primislaus II. starb am 18. März 1477 und wurde in der Teschener Kirche der Dominikaner beigesetzt. Da er keine männlichen Nachkommen hinterließ, folgte ihm sein Neffe Kazimir II. als Herzog von Teschen.